# Pussycat
Pussycat – zespół muzyczny pochodzący z Holandii, który zyskał w latach 70. XX wieku popularność na rynku europejskim. 
Grupa założona przez siostry Toni (ur. 1953), Betty (1952-2024) i Marianne Kowalczyk (ur. 1951) (ich ojczym był polskim żołnierzem osiadłym po wojnie w Holandii) początkowo nazywała się "Sweet Reaction", w roku 1975 zmieniono nazwę na "Pussycat".
Nagrali kilka albumów. Ich największymi przebojami były m.in.:
- Georgie
- Smile
- Mississippi

Zespół występował wielokrotnie w muzycznych programach telewizyjnych takich jak np. Musikladen.

## Skład zespołu
W skład zespołu wchodziły trzy wokalistki:
- Tonny Willé
- Betty Dragstra
- Marianne Hensen

Dodatkowo zespół składa się z następujących muzyków:
- Theo Werzels
- Theo Coumaris
- John Theunissen
- Lou Willé

## Dyskografia
- 25 Jaar Na Mississippi (25 lat po Mississippi)
- After All
- Blue Lights (1981)
- Hollands Glorie (holenderska gloria)
- Simply To Be With You

- First Of All (1976)
- My Broken Souvenirs (1977)
- Premium Gold Collection (1996)
- Best Of Pussycat (2000)
- Pussycat The Greatest Hits (2005)